# Cantonul Lavoûte-Chilhac
Cantonul Lavoûte-Chilhac este un canton din arondismentul Brioude, departamentul Haute-Loire, regiunea Auvergne, Franța.

## Comune
- Ally
- Arlet
- Aubazat
- Blassac
- Cerzat
- Chilhac
- Lavoûte-Chilhac (reședință)
- Mercœur
- Saint-Austremoine
- Saint-Cirgues
- Saint-Ilpize
- Saint-Privat-du-Dragon
- Villeneuve-d'Allier